# Achimenes grandiflora
Espèce
Achimenes grandiflora est une espèce de plantes à fleurs de la famille des Gesneriacées originaire d'Amérique centrale.